# Andy Williams
Howard Andrew "Andy" Williams (3. december 1927 – 25. september 2012) var en amerikansk sanger, der gennem en gennem en mere end tres år lang karriere opnåede en enorm succes inden for easy listening-popmusikken. Han indspillede en lang række plader og atten af hans album solgte til guldplader samt tre til platin. Han var gennem næsten ti år vært på et populært tv-show, The Andy Williams Show, og medvirkede i talrige andre tv-programmer. Desuden ejede han Moon River Theatre i Branson, Missouri; teateret var opkaldt efter sangen "Moon River", som Williams fik et verdensomspændende hit med og på det nærmeste personificerede.